# Маунтен-Вілледж (Аляска)
Маунтен-Вілледж (англ. Mountain Village) — місто (англ. city) в США, в окрузі Кусілвак штату Аляска. Населення — 621 особа (2020).

## Географія
Маунтен-Вілледж розташований за координатами 62°5′40″ пн. ш. 163°42′55″ зх. д. / 62.09444° пн. ш. 163.71528° зх. д. (62.094448, -163.715339).  За даними Бюро перепису населення США в 2010 році місто мало площу 11,76 км², уся площа — суходіл. В 2017 році площа становила 14,02 км², з яких 10,91 км² — суходіл та 3,12 км² — водойми.

### Клімат
| Клімат : Маунтен-Вілледж | Клімат : Маунтен-Вілледж | Клімат : Маунтен-Вілледж | Клімат : Маунтен-Вілледж | Клімат : Маунтен-Вілледж | Клімат : Маунтен-Вілледж | Клімат : Маунтен-Вілледж | Клімат : Маунтен-Вілледж | Клімат : Маунтен-Вілледж | Клімат : Маунтен-Вілледж | Клімат : Маунтен-Вілледж | Клімат : Маунтен-Вілледж | Клімат : Маунтен-Вілледж | Клімат : Маунтен-Вілледж |
| Показник                 | Січ.                     | Лют.                     | Бер.                     | Квіт.                    | Трав.                    | Черв.                    | Лип.                     | Серп.                    | Вер.                     | Жовт.                    | Лист.                    | Груд.                    | Рік                      |
| Абсолютний максимум, °C  | 6,1                      | 5,0                      | 7,8                      | 12,8                     | 22,2                     | 27,8                     | 28,3                     | 23,9                     | 18,3                     | 15,6                     | 7,2                      | 3,9                      | 28,3                     |
| Середній максимум, °C    | −10,8                    | −10,1                    | −7,1                     | −0,9                     | 8,7                      | 15,3                     | 16,4                     | 14,6                     | 10,2                     | 2,4                      | −4,1                     | −12,8                    | 1,9                      |
| Середня температура, °C  | −14,7                    | −14,1                    | −11,6                    | −5,2                     | 4,2                      | 10,4                     | 12,1                     | 11,1                     | 6,6                      | −0,9                     | −7,4                     | −16,4                    | −2,1                     |
| Середній мінімум, °C     | −18,6                    | −18,2                    | −16,2                    | −9,6                     | −0,4                     | 5,4                      | 7,7                      | 7,5                      | 2,8                      | −4,3                     | −10,7                    | −20,1                    | −6,2                     |
| Абсолютний мінімум, °C   | −42,2                    | −41,1                    | −40,6                    | −31,1                    | −15                      | −2,8                     | −0,6                     | −1,1                     | −7,2                     | −18,9                    | −36,1                    | −37,8                    | −42,2                    |
| Норма опадів, мм         | 20                       | 15                       | 14                       | 10                       | 15                       | 30                       | 55                       | 120                      | 76                       | 26                       | 21                       | 16                       | 418                      |
| ------------------------ | ------------------------ | ------------------------ | ------------------------ | ------------------------ | ------------------------ | ------------------------ | ------------------------ | ------------------------ | ------------------------ | ------------------------ | ------------------------ | ------------------------ | ------------------------ |
| Джерело: WRCC            |                          |                          |                          |                          |                          |                          |                          |                          |                          |                          |                          |                          |                          |

## Демографія
Згідно з переписом 2010 року, у місті мешкало 813 осіб у 184 домогосподарствах у складі 149 родин. Густота населення становила 69 осіб/км².  Було 211 помешкання (18/км²).
Расовий склад населення:
| - 91,9 % — корінних американців - 4,2 % — білих - 0,7 % — азіатів |

До двох чи більше рас належало 3,2 %. Частка іспаномовних становила 0,4 % від усіх жителів.
За віковим діапазоном населення розподілялося таким чином: 39,5 % — особи молодші 18 років, 54,3 % — особи у віці 18—64 років, 6,2 % — особи у віці 65 років та старші. Медіана віку мешканця становила 22,6 року. На 100 осіб жіночої статі у місті припадало 105,3 чоловіків;  на 100 жінок у віці від 18 років та старших — 103,3 чоловіків також старших 18 років.
Середній дохід на одне домашнє господарство  становив 45 933 долари США (медіана — 39 205), а середній дохід на одну сім'ю — 46 617 доларів (медіана — 41 250). Медіана доходів становила 37 083 долари для чоловіків та 30 000 доларів для жінок. За межею бідності перебувало 29,0 % осіб, у тому числі 35,0 % дітей у віці до 18 років та 5,4 % осіб у віці 65 років та старших.
Цивільне працевлаштоване населення становило 193 особи. Основні галузі зайнятості: освіта, охорона здоров'я та соціальна допомога — 37,3 %, публічна адміністрація — 32,6 %, будівництво — 6,7 %, транспорт — 5,7 %.